# دير بول شيل
دِيرْ بُولْ شِيلْ (بالروسية: Дыр бул щыл)‏ — قصيدة الشاعر الروسي أَلِيكْسِي كْرُوتْشِيُونِيخْ (بالروسية: Алексей Кручёных)‏ مكتوب باستخدام اللغة «زاوم» (بالروسية: Заумь)‏. و في رأي المؤلف فيه أكثر الروسي الوطني من أشعار ألكسندر بوشكين.
وقد كتب القصيدة في ديسمبر 1912. هذا هو التاريخ الذي كان المؤلف تسمى بـ«وقت حدوث لغة زاوم كالمظهر (أي اللغة التي لا يوجد لديه قيمة منفعة)، والتي تكتب بها أعمال مستقلة كاملة، ليس فقط أجزاء منها (كما الزخرفة, جوقة الصوت, وما إلى ذلك)». شرعت في إنشاء عمل بـ«كلمات غير معروفة» كان دافيد بورليوك (بالروسية: Давид Бурлюк)‏. وقد نشرت «دير بول شيل» في يناير 1913 في سلسلة «ثلاث قصائد» في كتاب الملتوية «بومادة» (بالروسية: Помада)‏. و أصبحت هذه القصيدة مشهورة من أليكسي كروتشيونيخ نفسه.